# Condado de Washington (Kentucky)
El condado de Washington (en inglés: Washington County), fundado en 1800, es uno de 120 condados del estado estadounidense de Kentucky. En el año 2000, el condado tenía una población de 10,916 habitantes y una densidad poblacional de 14 personas por km². La sede del condado es Springfield.

## Geografía
Según la Oficina del Censo, el condado tiene un área total de 1254 km² (484,2 mi²), de la cual 780 km² (301,2 mi²) es tierra y 2 km² (0,8 mi²) (0.31%) es agua.

### Condados adyacentes
- Condado de Anderson (noreste)
- Condado de Mercer (este)
- Condado de Boyle (este)
- Condado de Marion (sur)
- Condado de Nelson (oeste)

## Demografía
Según la Oficina del Censo en 2000, los ingresos medios por hogar en el condado eran de $33,136, y los ingresos medios por familia eran $39,240. Los hombres tenían unos ingresos medios de $27,624 frente a los $21,593 para las mujeres. La renta per cápita para el condado era de $15,722. Alrededor del 13.50% de la población estaban por debajo del umbral de pobreza.

## Localidades
- Bear Wallow
- Fredericktown
- Mackville
- Manton
- Springfield
- Willisburg
- Thompsonville